# Albrechtsberg an der Großen Krems
Albrechtsberg an der Großen Krems är en ort och kommun  i Österrike. Den ligger i distriktet Krems i förbundslandet Niederösterreich, 80 kilometer väster om huvudstaden Wien. 
Kommunen består av tio orter (Ortschaften) (inom parentes invånarantal 1 januari 2024):

- Albrechtsberg an der Großen Krems (294)
- Arzwiesen (43)
- Attenreith (85)
- Els (159)
- Eppenberg (84)
- Gillaus (130)
- Harrau (33)
- Klein-Heinrichschlag (81)
- Marbach an der Kleinen Krems (55)
- Purkersdorf (29)